# Bobby Kimball
Robert Troy "Bobby" Kimball (ur. 29 marca 1947) – amerykański wokalista znany z występów w grupie muzycznej Toto, której był wokalistą i frontmanem w latach 1977-1983 oraz 1998-2008.